# Pokutująca Maria Magdalena (obraz El Greca z 1610)
Pokutująca Maria Magdalena – obraz hiszpańskiego malarza pochodzenia greckiego Dominikosa Theotokopulosa, znanego jako El Greco. Jest sygnowany: domènikos theotokópoulos epoíei.
W pierwszych latach pobytu w Hiszpanii El Greco namalował kilka obrazów przedstawiających Marię Magdalenę. Jednym z pierwszych było płótno znajdujące się obecnie w Worcester Art Museum, wzorowany na pierwszej wersji z Budapesztu powstałej prawdopodobnie jeszcze we Włoszech. Na wersji powstałej już w Toledo wzorowały się kolejne wersje Marii Magdaleny z Kansas City czy z Museo Cau Ferrat. W sumie artysta namalował przynajmniej pięć wersji Magdaleny pokutującej. Inspirację stanowił dla niego niewątpliwie obraz Tycjana Magdalena z 1535 roku.

## Opis obrazu
Jest to ostatnia wersja Pokutującej Magdaleny, pozbawiona już cech malarstwa włoskiego a utrzymana w typowym stylu El Greca jaki wypracował w ostatnich latach swojej twórczości. Postać, nadal wyidealizowana, namalowana jest z ogromną impresją; ma wydłużoną szyję i palce u dłoni tradycyjnie rozchylone. Magdalena jak Piotr Apostoł w Łzach św. Piotra spogląda z oddaniem w niebo, a w jej oczach widać łzy. Po lewej stronie znajduje się ludzka czaszka i oparta o nią otwarta księga. Motyw ten artysta wykorzystał w pierwszej swojej wersji Pokutującej Magdaleny z 1580 roku, tworząc w ten sposób artystyczną klamrę zamykającą ten temat. Obraz nie został w całości namalowany przez mistrza, niektóre szczegóły namalowane zostały przez jego uczniów w pracowni.

## Inne wersje

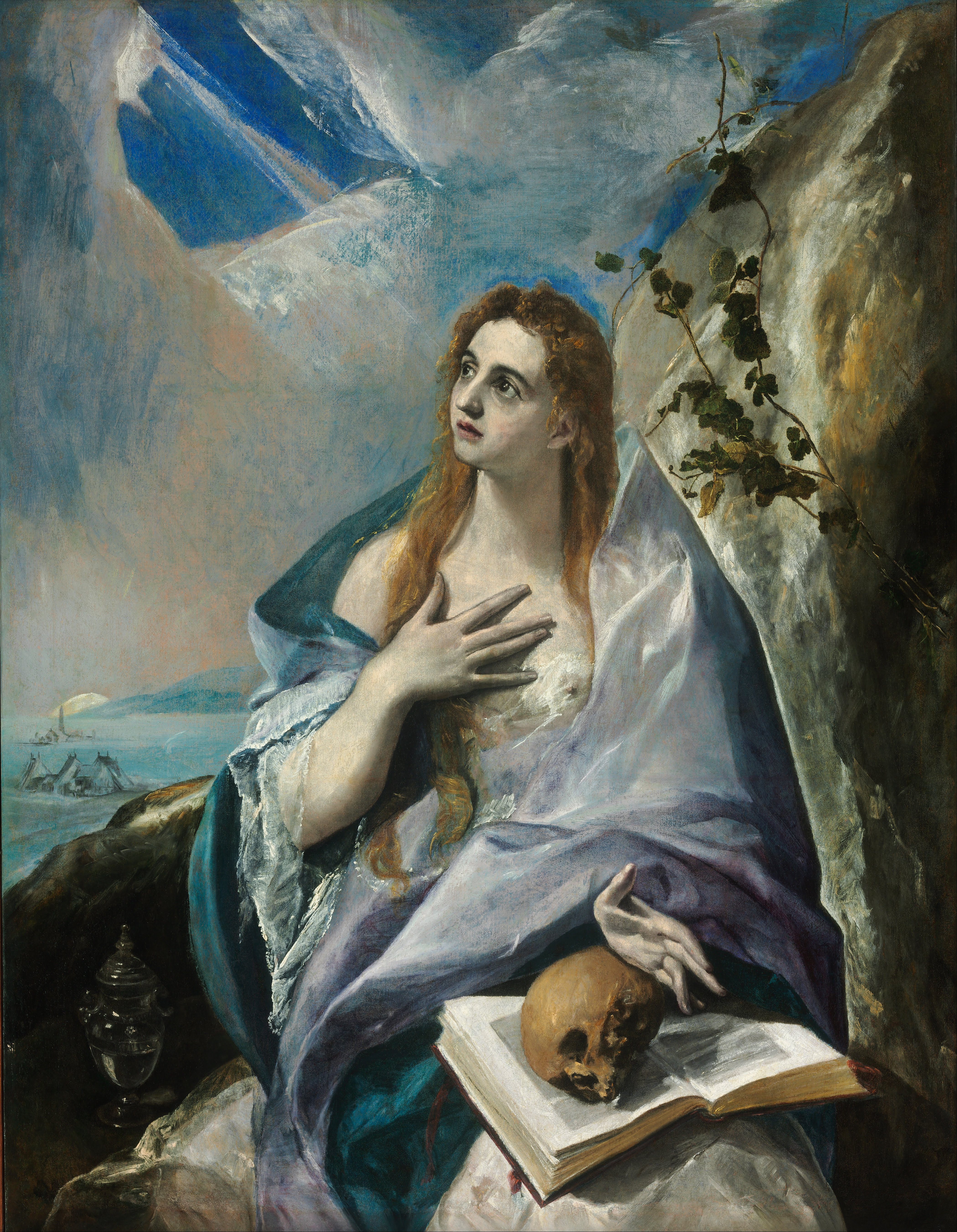
Pokutująca Maria Magdalena z 1580 (1580), 156,5 × 121 cm, Muzeum Sztuk Pięknych w Budapeszcie
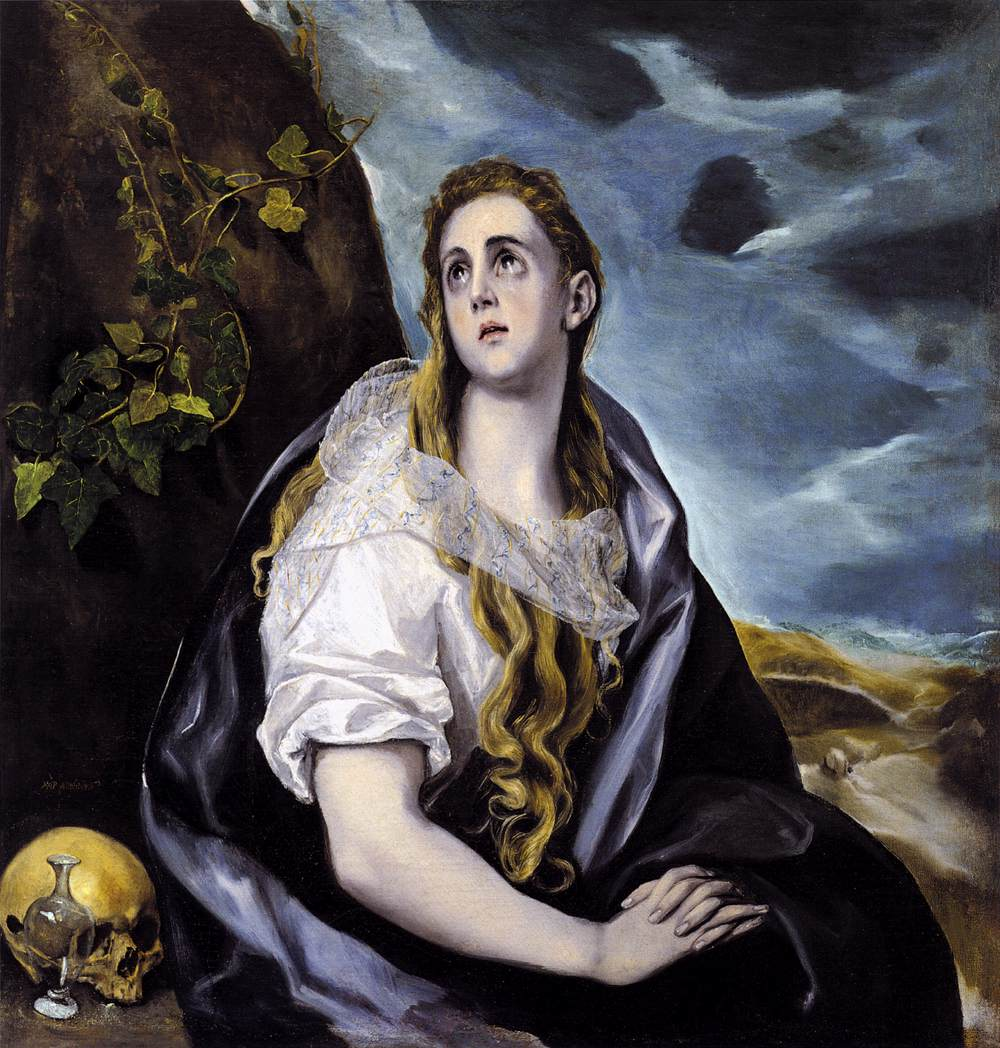
Pokutująca Maria Magdalena z 1577 (1578 – 1580), 108 × 101 cm, Worcester Art Museum
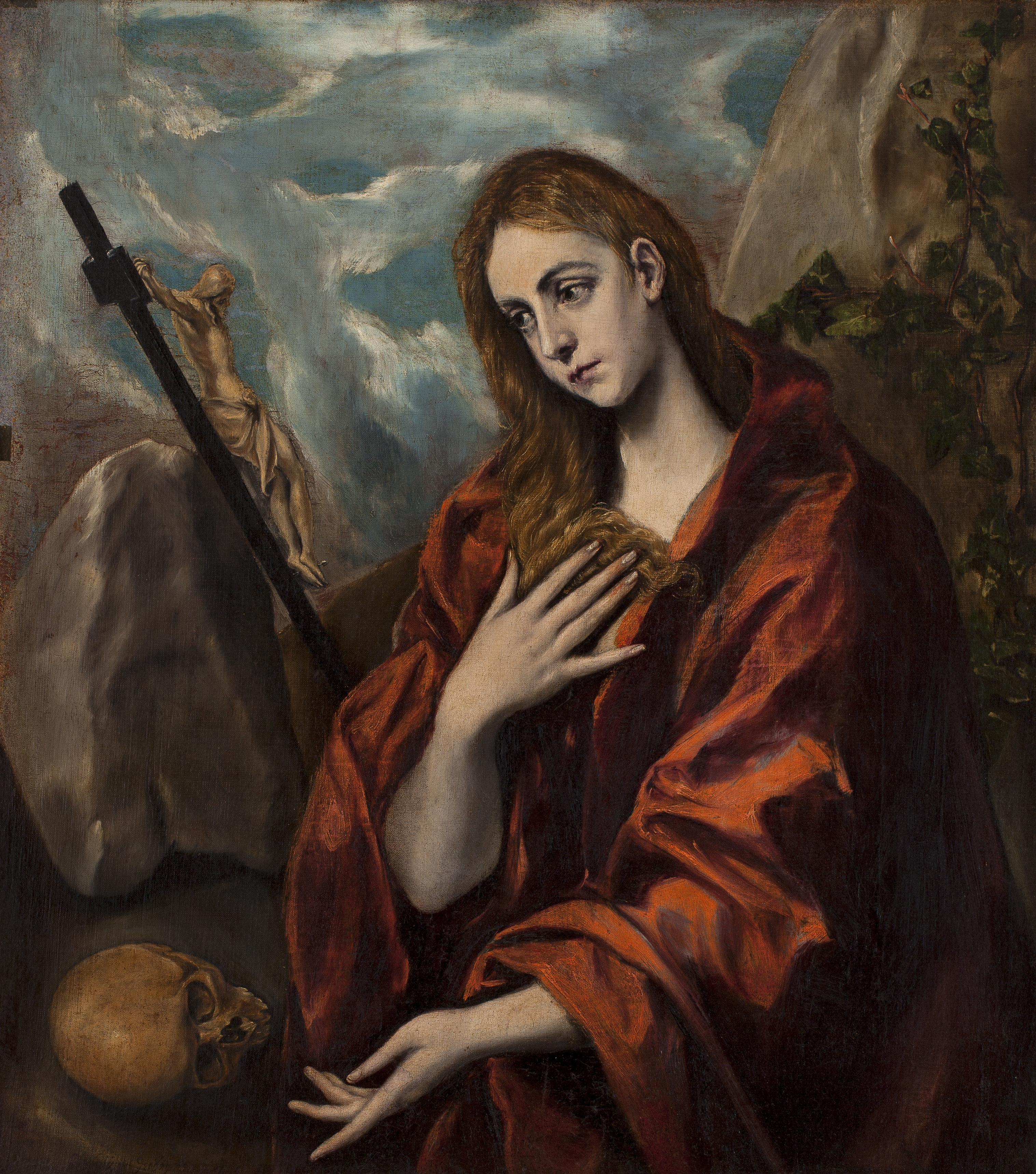
Pokutująca Maria Magdalena (1587-1597), 109 × 96 cm Museo Cau Ferrat w Sitges
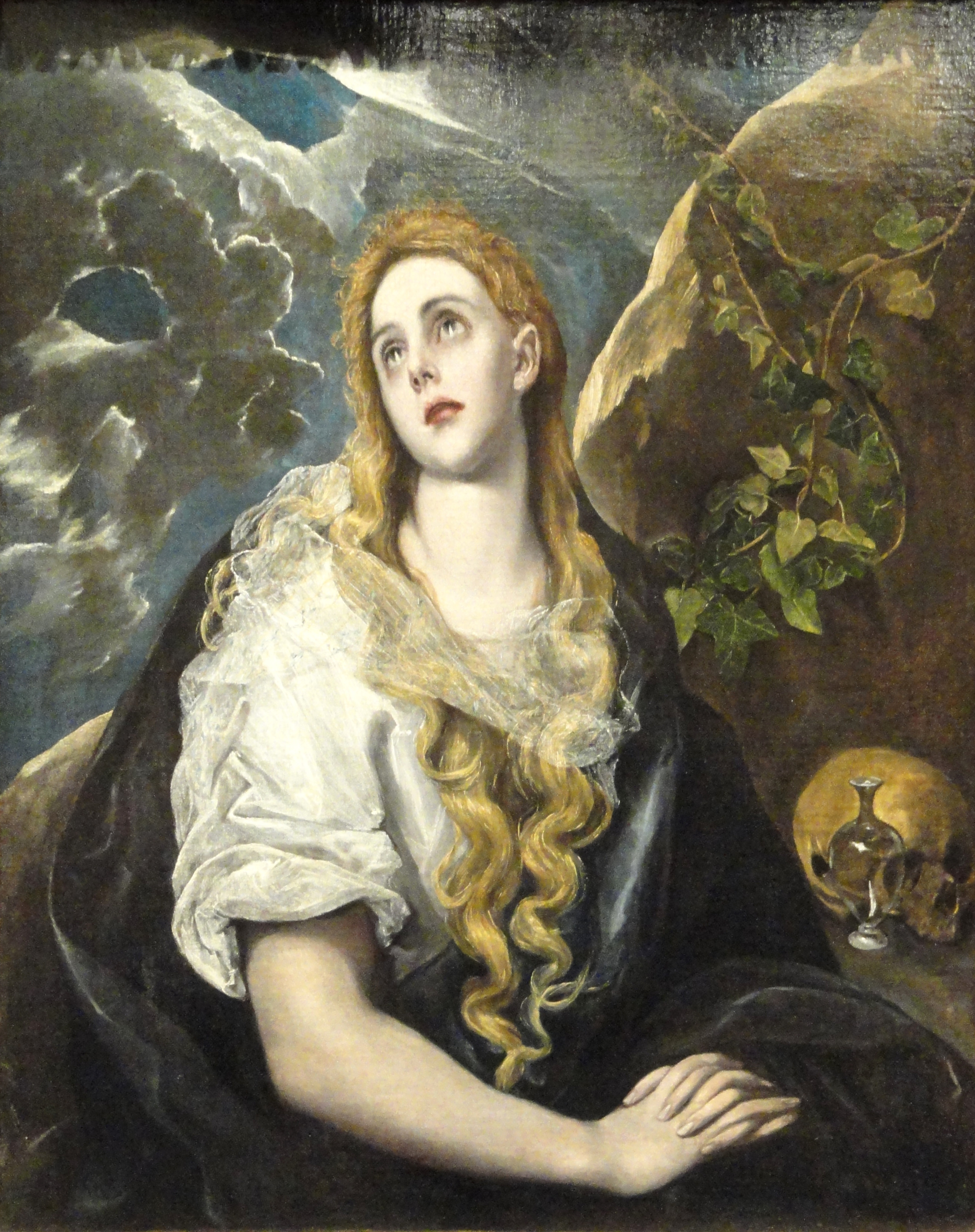
Pokutująca Maria Magdalena z 1585 (1585), 108 × 87 cm, Nelson-Atkins Museum of Art w Kansas City